# Décsi Imre
Décsi Imre, születési és 1899-ig használt nevén Deutsch Imre (Veszprém, 1881. március 25. – ?, 1944. május 15.) zsidó származású magyar orvos, ideggyógyász, szakíró, szerkesztő.

## Élete
Deutsch Móric és Pollák Berta fia. Tanulmányait a Budapesti Tudományegyetemen végezte, ahol 1904-ben orvosi oklevelet szerzett. A következő évben a Pesti Izraelita Hitközség Bródy-Adél gyermekkórházának alorvosaként dolgozott. Már fiatalon foglalkozott a szabadkőműves és polgári radikális eszmékkel, és 1910-től, alapításától állandó munkatársa a Világ című napilapnak. Írt az ateista Világosságba is. 1918-ban megválasztották a pestújhelyi Munkáskórház idegosztályának új főorvosává, s a Kereskedelmi Segélyegylet orvosaként is működött. A Tanácsköztársaság ideje alatt mindössze egy alkalommal (1919. június 25-én) megjelenő Az Orvos című lap felelős szerkesztője volt. A lap alcímében "Az alkalmazott orvosok szakszervezetének hivatalos lapja" szöveg volt olvasható. Publicisztikai tevékenységének fő tárgya a lélekegészség problémája volt. Első könyve a Modern Könyvtár című könyvsorozatban (40. szám) jelent meg „A nagyságos asszony idegei” címmel. Tagja volt a Független Orvosanalitikusok Magyarországi Egyesületének. 1935 és 1941 között a Népszerű Tudományos Könyvek Szexuális Életről című sorozatát szerkesztette. Számos egészségügyi felvilágosító munkát írt és fordított, illetve gyakran tartott előadásokat.
A holokauszt áldozata lett.
Felesége Ringer Lívia (1894–1944) volt, aki szintén a holokauszt áldozata lett. 1919. április 19-én Budapesten, az Erzsébetvárosban kötöttek házasságot.

## Művei
- A psychotherapia programmja, k. n., h. n., 1911.
- A nagyságos asszony idegei: kézikönyv ideges pestieknek és más mindenki számára. Athenaeum Irodalmi és Nyomdai Részvénytársulat, Budapest, 1914. (Modern Könyvtár-sorozat)
- Ember miért vagy ideges?. Dick Manó Kiadása, Budapest, 1917.
- Az egészséges élet tudománya. Kultura Könyvkiadó és Nyomda Részvénytársaság, Budapest, 1923. (A Kultúra Iskolája-sorozat)
- Az autosuggestiós gyógyításról. Globus Nyomda, Budapest, 1923.
- A psychotherapia újabb irodalmáról. Globus Nyomda, Budapest, 1925.
- A neurotikus művészetről. Globus Nyomda, Budapest, 1928.
- Az impotenciáról. Novák [?] Kiadó, Budapest, 1928.
- Tudomány, irodalom, reklám. Globus Nyomda, Budapest, 1929.
- Ásó-kapa… Az orvos könyve a házasságról. Hungária Könyvkiadó, Budapest, 1941.
- A nemi élet és az erotika. „Népszerű tudományos könyvek” kiadóhivatala, Budapest, 1941. (Egészséges és beteg szerelem. Népszerű tudományos könyvek a szexuális életről-sorozat)

Bevezetést írt a következő műhöz:
- August Forel: Az idegrendszer betegségei, Kultúra Könyvkiadó és Nyomda Részvénytársaság, Budapest, 1924. (A Kultúra Iskolája-sorozat)[9]

Magyar nyelvre átdolgozta:
- Norman Hair: A szekszuális élet enciklopédiája, Az „Ujságüzem” Kiadása, Budapest, 1936.[10]

Munkatársa volt:
- A jövő évtized regénye, Magyar Hirlap, Budapest, 1930.[11]
- Kiss József és kerek asztala. A költő prózai irásai és kortársainak visszaemlékezései, Kiss József prózai munkáinak kiadóvállalata, Budapest, 1934.[12]
- (szerk.) Madzsar József: Az egészség enciklopédiája, Enciklopédia R.-T, Budapest, 1926.[13]

## Díjai, elismerései
- a Vöröskereszt hadiékitményes II. osztályú díszjelvénye (1916)
- a koronás arany érdemkereszt a vitézségi érem szalagján (1917)